# Gerald Brom
Pour les articles homonymes, voir Brom.
Gerald Brom, connu professionnellement sous le nom de Brom, né le 9 mars 1965 à Albany en Géorgie, est un artiste et illustrateur américain de fantasy gothique, connu pour son travail dans les jeux de rôle, les romans et les comics.

## Biographie
Né le 9 mars 1965 à Albany, en Géorgie, Brom, fils d'un pilote de l'armée américaine, passe une grande partie de son enfance en déplacement, vivant dans d'autres pays comme le Japon et l'Allemagne, et dans des États américains comme l'Alabama et Hawaï. Il est ainsi diplômé de la Frankfurt American High School (en) de Francfort. Élevé par des militaires, il n'est connu que sous son nom de famille et signe désormais son nom sous la forme simple de Brom : « On me pose cette question plus que n'importe quelle autre. C'est mon vrai nom, mon nom de famille. Enfant, on m'appelait tout le temps Brom, et c'est resté ».
Brom dessine et peint depuis l'enfance, bien qu'il n'ait jamais suivi de cours d'art formel. « Je ne me qualifierais pas vraiment d'autodidacte, car j'ai toujours regardé le travail d'autres artistes et je me suis inspiré de ce qui me plaisait. On peut donc dire qu'ils m'ont appris. Brom cite les œuvres de Frank Frazetta, N.C. Wyeth et Norman Rockwell comme influences de son style : « D'accord... Rockwell n'est pas le genre d'inspiration que la plupart des gens attendent de moi, mais il peignait si bien les choses. Pour moi, ce n'est pas tant le genre que la manière dont c'est fait, et vous devez admirer sa technique ».

### Carrière
À l'âge de 20 ans, Brom commence à travailler à plein temps comme illustrateur commercial. À l'âge de 21 ans, il a deux représentants artistiques nationaux et travaille pour des clients tels que Coca-Cola, IBM, CNN et Columbia Pictures. TSR, Inc. embauche Brom à temps plein en 1989, à l'âge de 24 ans. Brom contribue à toutes les lignes de jeux et de livres de TSR, en particulier à la campagne Dark Sun : « J'ai pratiquement conçu l'aspect et la convivialité de la campagne Dark Sun. Je faisais des peintures avant même qu'ils n'écrivent sur le décor. Je faisais une peinture ou un croquis, et les concepteurs inscrivaient ces personnages et ces idées dans l'histoire. J'ai été très impliqué dans le processus de développement. J'ai eu la chance de participer au développement de nombreux projets sur lesquels j'ai travaillé, qu'il s'agisse de jeux de rôle ou de jeux informatiques ». Selon Shannon Appelcline, historien des jeux de rôles, Brom « a contribué aux illustrations uniques de Dark Sun qui ont permis de le distinguer des autres jeux TSR aux dessins fantastiques plus typiques ». Ses peintures sont publiées dans des jeux de cartes à collectionner tels que Magic : L'Assemblée de Wizards of the Coast et Heresy : Kingdom Come de Last Unicorn Games (en). Les peintures de Brom, ainsi que celles de Frank Frazetta, sont utilisées pour le développement de l'aspect visuel de la série de jeux Warlords.
En 1993, après quatre années passées chez TSR, Brom retourne sur le marché des indépendants, se spécialisant toujours dans le côté sombre des jeux de rôle, des jeux de cartes et des comics. Shane Lacy Hensley (en) a l'idée du jeu Deadlands après avoir vu la couverture de Brom pour Necropolis : Atlanta de White Wolf, et demande à Brom de réaliser la couverture de la première version. Son travail artistique apparaît également sur des couvertures de livres d'auteurs tels que Michael Moorcock, Anne McCaffrey et Terry Brooks. Brom contribue au travail conceptuel de jeux vidéo tels que Heretic II, et de plusieurs maisons de créatures de premier plan pour des films tels que ceux des Stan Winston Studios ; il co-créé également, dirige artistiquement et illustre le jeu de cartes à collectionner Dark Age. Il travaille depuis comme artiste conceptuel de film, et créé des illustrations pour des comics (DC, Chaos, Dark Horse) et des jeux vidéo (pour id Software, Blizzard, Sega et Activision). Brom est également actif avec une ligne de jouets fétiches Brom de Fewture et une série de bronzes de The Franklin Mint, ainsi que des peintures pour des romans (de Michael Moorcock, Terry Brooks, R.A. Salvatore, Edgar Rice Burroughs).
Brom retourne chez TSR en 1998, réalisant des peintures pour le jeu Alternity, le jeu de rôle AD&D et les séries Royaumes oubliés et Planescape, mais aussi des couvertures pour les magazines Dragon et Dungeon. Son travail est inclus dans le livre Masters of Dragonlance Art. Il retourne également à la peinture pour des couvertures de livres de Wizards of the Coast, le successeur de TSR, comme celles de la série La Guerre de la Reine Araignée (War of the Spider Queen) et les réimpressions de la série La Séquence des Avatars (Avatar).

## Accueil et critiques
En 2013, il est récompensé du prix Spectrum Award for Grand Master (en), prix annuel récompensant les meilleures œuvres d'art créées dans les domaines du fantastique, de la science-fiction et de l'horreur.
En 2014, Scott Taylor, du magazine Black Gate, nomme Brom numéro 4 dans une liste des 10 meilleurs artistes de RPG des 40 dernières années, en déclarant que « Brom est sans doute l'un des plus grands talents de pure fantasy de sa génération, et il crée toujours des œuvres aussi sublimes que dans sa gloire des années 1990 ».
En 2019, Brom est entré au Temple de la renommée du Origins Award.
Dans son livre Monsters, Aliens, and Holes in the Ground paru en 2023, l'historien du jeu de rôle Stu Horvath analyse le jeu de rôle fantastique Dark Sun et note : « L'art des illustrateurs fantastiques Gerald Brom et Tom Baxa (en) relie ce concept esthétique de haut niveau... l'art de Brom et Baxa distille et transmet les thèmes du cadre sans que les joueurs n'aient à lire un seul mot de la boîte de jeu... Les peintures de Brom, dont beaucoup ont été composées avant que les détails du décor ne soient décidés, évoquent un paysage extraterrestre qui semble sec, rude et étrangement sexy ».

## Art de Brom

### Films
Il travaille sur le storyboard de plusieurs films :
- 1999 : Galaxy Quest
- 2001 : Ghosts of Mars
- 2002 : Scooby-Doo
- 2004 : Van Helsing

### Jeux vidéo
- Heretic
- Doom II
- Diablo II (Blizzard Entertainment)
- Heretic II
- Skyborg: Into the Vortex

## Publications

### Artbook
- (en) Darkwerks: The Art of Brom, Friedlander Publishing, 1997.
- Offrandes, Soleil, 2001 ((en) Offerings, Collins & Brown, 2001  (ISBN 978-1855859180)), 48 p.  (ISBN 978-2845651661).
- (en) The Art of Brom, Flesk Publications, 2013, 210 p..

### Romans écrits et illustrés par Brom
- (en) The Plucker, Harry N. Abrams, 2005, 156 p..
- (en) The Devil's Rose, Harry N. Abrams, 2007, 128 p..
- (en) The Child Thief: A Novel, Harper Voyager, 2009, 496 p.réécriture de Peter Pan.
- (en) Krampus: The Yule Lord, Harper Voyager, 2012, 368 p..
- (en) Lost Gods: A Nove, Harper Voyager, 2016, 496 p..
- (en) Slewfoot: A Tale of Bewitchery, St Martin's Press, 2021, 320 p..
- (en) Evil in me, Tor Nightfire, 2024, 304 p..

## Récompenses
- 2013 : Prix Chesley de la réalisation artistique de toute une vie[11].